# Lingua momina
La lingua momina è una lingua papuasica, parlata soprattutto nella Nuova Guinea Occidentale, in Indonesia. Pochissimi parlanti possono essere riscontrati anche nella vicina Papua Nuova Guinea. I nativi, secondo la pubblicazione Ethnologue, sono 200 al 1998.